# 日本の哺乳類一覧
日本の哺乳類一覧（にほんのほにゅうるいいちらん、list of mammals in Japan）では、日本に生息する野生哺乳類について記す。

## 概論
日本列島はアジア大陸に隣接した島嶼（とうしょ）群であり、氷期に大陸から移入した生物が孤立個体群として独自に進化を遂げてきた。また、南北に3,000kmと長く、3,000m以上の高山地帯をもつため、亜寒帯から亜熱帯までの多様な環境が含まれる。このような背景のもと、日本に生息する約130種の陸生哺乳類のうち3割を超える固有種、7属の固有属による、多様かつ独特の哺乳類相が存在している。その一方で、北海道や対馬などのユーラシア大陸に近い地域では、それら固有種に加え大陸系の種も生息している。
日本の哺乳類相は、北海道と本州の間にあるブラキストン線、トカラ列島と奄美群島の間にある渡瀬線で区切られており、これらを境に異なる動物群が生息している。また、動物地理学的に見れば、渡瀬線以北に分布する旧北区系の動物群と、渡瀬線以南に分布する東南アジアを起源とする東洋区系の動物群の2群に構成される。
この項では、竹島や尖閣諸島など領有権争いがある場所（詳しくは尖閣諸島問題、竹島を参照）にのみ生息する種も日本固有種とする。
【凡例】
- 移：帰化・人為移入種
  - 国内外来種：国内移入種
  - 家：野生化した家畜種
- 地域

- 北：北海道
- 本：本州・四国・九州
- 島：島嶼部
- (南)：南西諸島
- (対)：対馬
- (小)：小笠原諸島
- (ト)：トカラ列島
- (奄)：奄美大島
- (徳)：徳之島
- (沖)：沖縄本島
- (西)：西表島
- (屋)：屋久島
- (種)：種子島
- (馬)：馬毛島
- (佐)：佐渡島
- (先)：先島諸島
- (隠)：隠岐諸島
- (慶)：慶良間列島
- (尖)：尖閣諸島
- (竹)：竹島
- 海：海洋

- 環境省によるレッドリスト(2012)での絶滅危惧種等のカテゴリー：
  - 絶滅（環境省レッドリスト）：絶滅(EX)
  - 絶滅危惧IA類 (CR)（環境省レッドリスト）：絶滅危惧 I A類 (CR)
  - 絶滅危惧IB類 (EN)（環境省レッドリスト）：絶滅危惧 I B類 (EN)
  - 絶滅危惧II類 (VU)（環境省レッドリスト）：絶滅危惧 I I 類 (VU)
  - 準絶滅危惧（NT）（環境省レッドリスト）：準絶滅危惧 (NT)
  - 情報不足（DD）（環境省レッドリスト）：情報不足 (DD)
  - 絶滅のおそれのある地域個体群（環境省レッドリスト）：地域個体群 (LP)
    - ※ ジュゴン以外の海棲哺乳類は対象外。
- 稀少性
  - 固：日本の固有種・固有亜種
  - 天然記念物・特別天然記念物：国が指定する天然記念物・特別天然記念物。（哺乳類天然記念物一覧も参照）
  - 希少：「絶滅のおそれのある野生動植物の種の保存に関する法律」（種の保存法）に基づき、政令で定められた「国内希少野生動植物種」。

## 真無盲腸目
〔在来2科・移入1科：計3科〕
トガリネズミ科 Soricidae
- （チビトガリネズミ Sorex minutissimus ）
  - トウキョウトガリネズミ（亜種） S. m. hawkeri 【北/絶滅危惧II類 (VU)（環境省レッドリスト）】 世界最小の哺乳類の1つ。
- ヒメトガリネズミ（カラフトヒメトガリネズミ） Sorex gracillimus 【北】
- アズミトガリネズミ Sorex hosonoi 【本/準絶滅危惧（NT）（環境省レッドリスト）/固】
- （バイカルトガリネズミ（トガリネズミ） Sorex caecutiens ）
  - エゾトガリネズミ（亜種） S. c. saevus 【北】
- （シントウトガリネズミ Sorex shinto） 【固】 バイカルトガリネズミ S. caecutiens の亜種とする説もある。
  - ホンシュウトガリネズミ（亜種） S. s. shinto 【本】
  - シコクトガリネズミ（亜種） S. s. shikokensis 【本/準絶滅危惧（NT）（環境省レッドリスト）/固】
  - サドトガリネズミ（亜種） S. s. sadonis 【島(佐)/固】 独立種 S. sadonis とする説もある。
- オオアシトガリネズミ Sorex unguiculatus 【北】
- （ジャコウネズミ Suncus murinus ）
  - 【移】 ジャコウネズミ Suncus murinus 【本】 長崎県・鹿児島県。15世紀以前の熱帯アジアからの移入種か。
  - リュウキュウジャコウネズミ（亜種） S. m. temmincki 【島(南)】
- カワネズミ Chimarrogale platycephala 【本/絶滅のおそれのある地域個体群（環境省レッドリスト）：九州地方/固】 大陸に広く分布する C. himalayica と同種とする説もある。
- （ジネズミ（ニホンジネズミ） Crocidura dsinezumi ほぼ【固】）
  - サイゴクジネズミ（亜種） C. d. dsinezumi 【本】
  - ホンシュウジネズミ（亜種） C. d. chisai 【本】
  - タネジネズミ（亜種） C. d. intermedia 【島(種)】
  - オキノシマジネズミ（亜種） C. d. okinoshimae 【島】
  - ヤク（シマ）ジネズミ（亜種） C. d. umbrina 【島(屋)】
- コジネズミ Crocidura shantungensis【島(対)/準絶滅危惧（NT）（環境省レッドリスト）】 かつてはチョウセンコジネズミCrocidura suaveolens shantungensis とされた。
- ワタセジネズミ Crocidura watasei 【島(南)/準絶滅危惧（NT）（環境省レッドリスト）/固】 中琉球の固有種。かつてはオナガジネズミ C. horsfieldii の亜種とされた（1998年版レッドリストでは C. h. watasei で掲載）。
- オリイジネズミ Crocidura orii 【島(奄・徳)/絶滅危惧IB類 (EN)（環境省レッドリスト）/固】 奄美群島（奄美大島、加計呂麻島及び徳之島）の固有種。

モグラ科 Talpidae
- ヒメヒミズ Dymecodon pilirostris 【本/固】
- ヒミズ Urotrichus talpoides 【本・島(対)/固】
- ミズラモグラ Euroscaptor mizura 【本/準絶滅危惧（NT）（環境省レッドリスト）/固】
- アズマモグラ Mogera imaizumii 【本・島(対・種・屋)/固】
- コウベモグラ Mogera wogura 【本】
- （サドモグラ Mogera tokudae 【本・島(佐)/固】 佐渡島と越後平野。）
  - エチゴモグラ（亜種） M. t. etigo 【本(新潟県)/絶滅危惧IB類 (EN)（環境省レッドリスト）/固】 越後平野。M. etigo として独立種とする説もある（2007年版レッドリストでは M. etigo で掲載）。
  - サドモグラ（亜種） M. t. tokudae 【島(佐)/準絶滅危惧（NT）（環境省レッドリスト）/固】
- センカクモグラ M. uchidai 【島(尖)/絶滅危惧IA類 (CR)（環境省レッドリスト）/固】 1976年採取、1991年新種認定。標本は魚釣島で捕獲された1体のみ。センカクモグラ属 Nesoscaptor に含める説もある。

ハリネズミ科 Erinaceidae
- 【移】 アムールハリネズミ Erinaceus amurensis 【本】 ペットに由来するものが神奈川県・静岡県など各地で野生化、定着。

## コウモリ目（翼手目）
〔在来5科〕
オオコウモリ科 Pteropodidae
- （クビワオオコウモリ Pteropus dasymallus ）
  - エラブオオコウモリ（亜種） P.d.dasymallus 【島(南)/絶滅危惧IA類 (CR)（環境省レッドリスト）】 天然記念物。
  - ダイトウオオコウモリ（亜種） P.d.daitoensis 【島(南)/絶滅危惧IA類 (CR)（環境省レッドリスト）/希少】 天然記念物。
  - オリイオオコウモリ（亜種） P.d.inopinatus 【島(南)】
  - ヤエヤマオオコウモリ（亜種） P.d.yayeyamae 【島(南)】
- オガサワラオオコウモリ Pteropus pselaphon 【島(小)/絶滅危惧IB類 (EN)（環境省レッドリスト）/固/希少】 天然記念物。
- オキナワオオコウモリ Pteropus loochoensis 【島(沖)/絶滅（環境省レッドリスト）/固】 19世紀に3-4頭の採取記録。

キクガシラコウモリ科 Rhinolophidae
- コキクガシラコウモリ Rhinolophus cornutus 【北・本・島(対・南)】
  - オリイコキクガシラコウモリ（亜種） R.c.orii 【島(奄)/絶滅危惧IB類 (EN)（環境省レッドリスト）/固/希少】
- オキナワコキクガシラコウモリ Rhinolophus pumilus 【島(南)/固】
  - オキナワコキクガシラコウモリ（亜種） R.p.pumilus 【島(南)/絶滅危惧IB類 (EN)（環境省レッドリスト）/固/希少】
  - ミヤココキクガシラコウモリ（亜種） R.p.miyakonis 【島(宮古島)/絶滅（環境省レッドリスト）/固】
- ヤエヤマコキクガシラコウモリ Rhinolophus perditus 【島(先)/絶滅危惧II類 (VU)（環境省レッドリスト）/固】 石垣島・西表島。
- キクガシラコウモリ Rhinolophus ferrumequinum 【北・本・島(対)】日本に分布するものをニホンキクガシラコウモリ R.f.nippon という亜種とする場合もある。

カグラコウモリ科 Hipposideridae
- カグラコウモリ Hipposideros turpis 【島(南)/絶滅のおそれのある地域個体群（環境省レッドリスト）：与那国島、波照間島】 ほぼ固有種だが、タイ南部にも飛び地的に分布。

ヒナコウモリ科 Vespertilionidae
- （ヒメホオヒゲコウモリ Myotis ikonnikovi 【北・本】）
  - ヒメホオヒゲコウモリ（亜種） M.i.ikonnikovi 【北】
  - シナノホオヒゲコウモリ（亜種） M.i.hosonoi 【本/絶滅のおそれのある地域個体群（環境省レッドリスト）：紀伊半島、中国地方】
- ウスリホオヒゲコウモリ Myotis gracilis 【北/絶滅危惧II類 (VU)（環境省レッドリスト）】 かつてはヨーロッパホオヒゲコウモリ Myotis mystacinus の亜種 M. m. gracilis とされた（2007年版レッドリストでは M. gracilis として記載）。
- （カグヤコウモリ Myotis frater ）
  - カグヤコウモリ（亜種） M.f.kaguyae 【北・本/固】
- モモジロコウモリ Myotis macrodactylus 【北・本】
- （ドーベントンコウモリ Myotis daubentonii ）
  - ウスリドーベントンコウモリ（亜種） M.d.ussuriensis 【北】
- クロホオヒゲコウモリ Myotis pruinosus 【本/絶滅危惧II類 (VU)（環境省レッドリスト）/固】
- ヤンバルホオヒゲコウモリ Myotis yanbarensis 【島(奄・徳・沖)/絶滅危惧IA類 (CR)（環境省レッドリスト）/固/希少】 1997年発見、1998年新種認定。
- （ノレンコウモリ（タイリクノレンコウモリ） Myotis nattereri ）
  - ホンドノレンコウモリ（亜種） M.n.bombinus 【北・本/絶滅危惧II類 (VU)（環境省レッドリスト）】
- クロアカコウモリ Myotis formosus 【島(対)/絶滅危惧IA類 (CR)（環境省レッドリスト）/固】
- シナアブラコウモリ Hypsugo pulveratus　【島(奄)】 2018年奄美大島で初確認
- オオアブラコウモリ Hypsugo savii 【北・本・島(対)/情報不足（DD）（環境省レッドリスト）】 6例のみ。いずれも大陸からの迷行と思われる
- モリアブラコウモリ Pipistrellus endoi 【本/絶滅危惧II類 (VU)（環境省レッドリスト）/固】
- アブラコウモリ（イエコウモリ） Pipistrellus abramus 【本・島(対・南)】 史前帰化動物。本種を日本固有種とし、アジア大陸に分布するものを P.javanicus という別種とする説もある。
- オガサワラアブラコウモリ Pipistrellus sturdeei 【島(小)/絶滅（環境省レッドリスト）】 19世紀末に母島で採取された1例のみ。
- コヤマコウモリ Nyctalus furvus 【本/絶滅危惧IB類 (EN)（環境省レッドリスト）】4例のみ。ヨーロッパヤマコウモリ Nyctalus noctura と同一種とする場合もある。
- ヤマコウモリ（ニホンヤマコウモリ） Nyctalus aviator 【北・本・島(対・南)/絶滅危惧II類 (VU)（環境省レッドリスト）】
- （ヒメホリカワコウモリ Eptesicus nilssonii ）
  - ヒメホリカワコウモリ（キタクビワコウモリ）（亜種） E.n.parvus 【北】
- クビワコウモリ Eptesicus japonensis 【本/絶滅危惧II類 (VU)（環境省レッドリスト）/固】
- ヒナコウモリ Vespertilio superans 【北・本】
- ヒメヒナコウモリ Vespertilio murinus 【礼文島/情報不足（DD）（環境省レッドリスト）】日本では、2002年の北海道礼文島での1例があるのみ。大陸からの迷行と思われる。
- チチブコウモリ Barbastella leucomelas 【北・本/絶滅のおそれのある地域個体群（環境省レッドリスト）：本州、四国】
- ニホンウサギコウモリ Plecotus sacrimontis 【北・本/絶滅のおそれのある地域個体群（環境省レッドリスト）：近畿地方以西/固】 かつてはウサギコウモリ Plecotus auritus の亜種 P.a.sacrimontis とされた。
- リュウキュウユビナガコウモリ（コユビナガコウモリ） Miniopterus fuscus 【島(南)/絶滅危惧IB類 (EN)（環境省レッドリスト）/希少】 かつては本州にも生息していたと考えられる。1933年、紀伊半島での記録あり。
- ユビナガコウモリ Miniopterus fuliginosus 【本・島(対)】
- （コテングコウモリ Murina ussuriensis ）
  - ニホンコテングコウモリ（亜種） M.u.silvatica 【北・本・島(対)】
- （テングコウモリ Murina leucogaster ）
  - ニホンテングコウモリ（亜種） M.l.hilgendorti 【北・本】M. hilgendorti として独立種とする説もある（2007年版レッドリストでは M. hilgendorti で掲載）。
- クチバテングコウモリ Murina tenebrosa 【島(対)/情報不足（DD）（環境省レッドリスト）/固】 1962年に対馬で発見、1970年新種記載。標本は1点のみ。
- リュウキュウテングコウモリ Murina ryukyuana 【島(奄・徳・沖)/絶滅危惧IB類 (EN)（環境省レッドリスト）/固/希少】 1997年発見、1998年新種認定。

オヒキコウモリ科 Molossidae
- オヒキコウモリ Tadarida insignis 【北・本/絶滅危惧II類 (VU)（環境省レッドリスト）】 日本で最大の食虫性コウモリ。
- スミイロオヒキコウモリ Tadarida latouchei 【島(奄美大島・口永良部島)/情報不足（DD）（環境省レッドリスト）】 2例のみ。

## サル目（霊長目）
〔在来2科〕
オナガザル科 Cercopithecidae

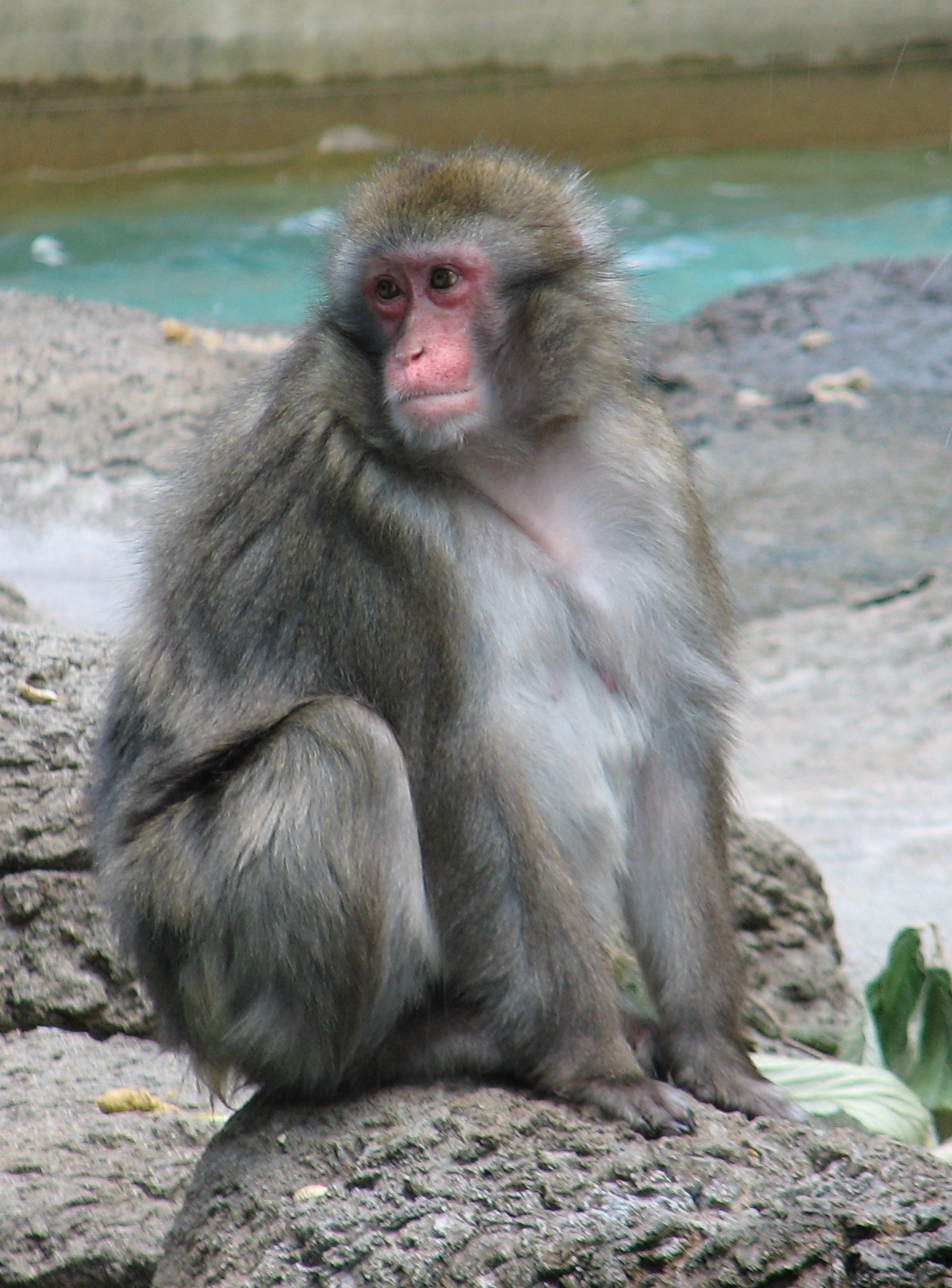
ニホンザル

- ニホンザル Macaca fuscata 【固】
  - ホンドザル（亜種） M.f.fuscata 【本/絶滅のおそれのある地域個体群（環境省レッドリスト）：北奥羽・北上山系、金華山/固】 種子島には人為分布。下北半島の群れはサル類の世界北限。生息地5か所が天然記念物。
  - ヤクシマザル （ヤクザル）（亜種） M.f.yakui 【島(屋)/固】
- 【移】 タイワンザル Macaca cyclopis 【本】 台湾原産。伊豆半島・和歌山県・青森県で野生化。ニホンザルと交雑。「日本の侵略的外来種ワースト100」に選定。
- 【移】 アカゲザル Macaca mulatta 【本】 房総半島南部で野生化。ニホンザルと交雑。

ヒト科 Hominidae
- ヒト （ホモ・サピエンス） Homo sapiens 【ほぼ全国】 各地に広く分布。

## ウサギ目（兎目、重歯目）
〔在来2科〕
ナキウサギ科 Ochotonidae
- （キタナキウサギ Ochotona hyperborea）
  - エゾナキウサギ（亜種） O. h. yesoensis 【北/準絶滅危惧（NT）（環境省レッドリスト）】

ウサギ科 Leporidae
- （ユキウサギ Lepus timidus ）
  - エゾユキウサギ（亜種） L. t. ainu 【北】
- ニホンノウサギ（ノウサギ） Lepus brachyurus 【本/固】）
  - トウホクノウサギ（亜種） L. b. angustidens 【本】
  - キュウシュウノウサギ（亜種） L. b. brachyurus 【本】
  - サドノウサギ（亜種） L. b. lyoni 【島(佐)/準絶滅危惧（NT）（環境省レッドリスト）】 国内移入種のホンドテンにより激減。
  - オキノウサギ（亜種） L. b. okiensis 【島(隠)】
- 【家】 イエウサギ（カイウサギ） Oryctolagus cuniculus 【北・本・島】 原種はヨーロッパ・アフリカに分布したアナウサギ。全国の小島で野生化、環境破壊で問題となる。「日本の侵略的外来種ワースト100」に選定。

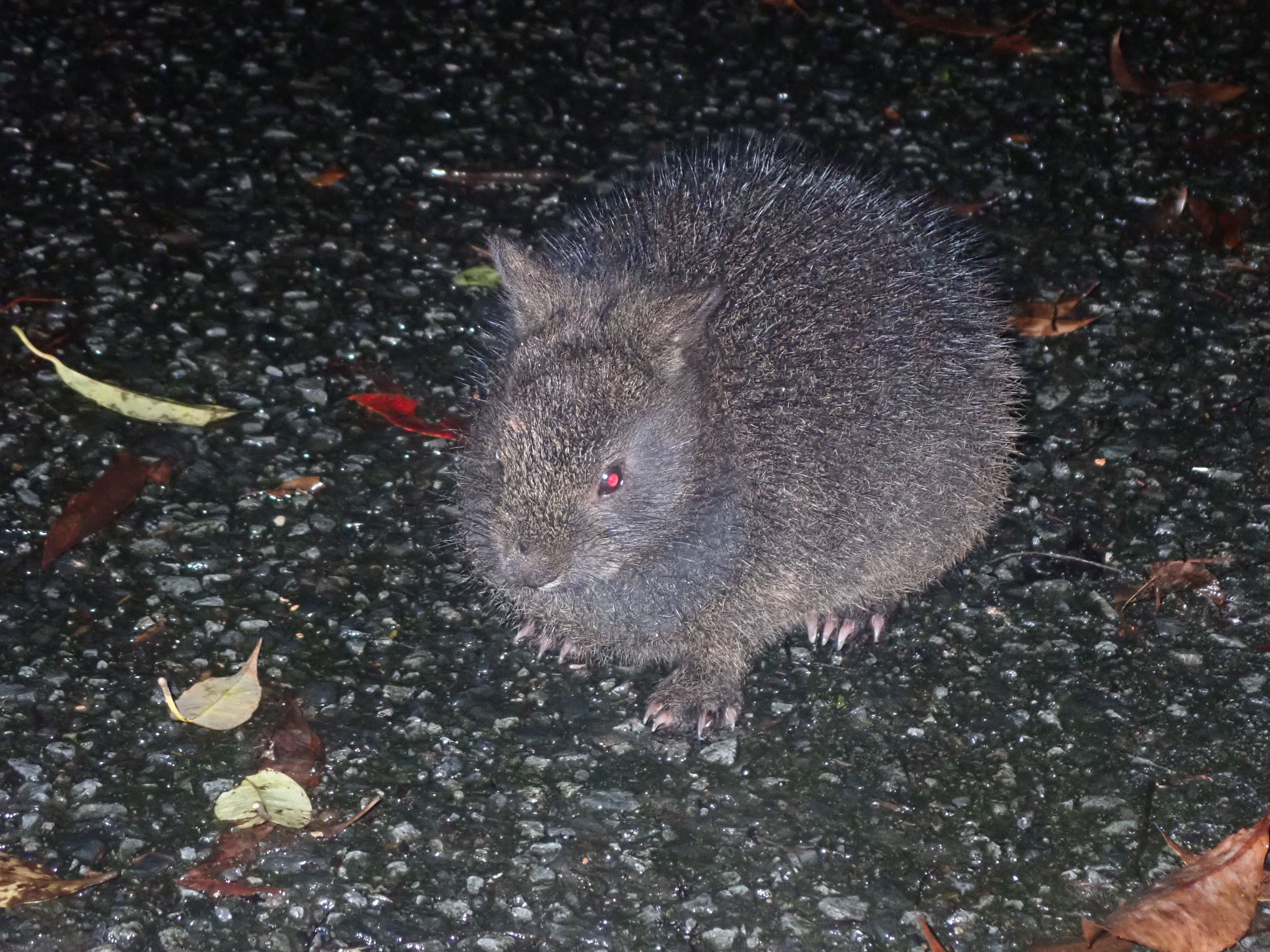
アマミノクロウサギ　奄美大島

- アマミノクロウサギ Pentalagus furnessi 【島(奄・徳)/絶滅危惧IB類 (EN)（環境省レッドリスト）/固/希少】 外来種のイエネコに捕食される。奄美大島ではフイリマングースが根絶されたことにより個体数は回復傾向にある。特別天然記念物。

## ネズミ目（齧歯目）
〔在来3科・移入1科：計4科〕
リス科 Sciuridae
- （クリハラリス Callosciurus erythraeus ）
  - 【移】 タイワンリス（亜種） C.e.thaiwanensis 【本】 台湾南部原産。観光用に放され、神奈川県以西に定着。ニホンリスを圧迫。ツバキ等の食害も。
- （キタリス Scriurus vulgaris ）
  - エゾリス（亜種） S. v. orientis 【北】
- ニホンリス（ホンドリス） Sciurus lis 【本/絶滅のおそれのある地域個体群（環境省レッドリスト）：中国地方、九州地方/固】 九州・中国地方では絶滅寸前。
- （シマリス（シベリアシマリス、アジアシマリス） Tamias sibiricus ）
  - エゾシマリス（亜種） T.s. lineatus 【北/情報不足（DD）（環境省レッドリスト）】
  - 【移】 チョウセンシマリス（亜種） T.s. barberi 【本・北】 ペットが各地で逸出・野生化。エゾシマリスと交雑の恐れ。
- （タイリクモモンガ Pteromys volans ）
  - エゾモモンガ（亜種） P. v. orii 【北/固】
- ニホンモモンガ（ホンシュウモモンガ、ホンドモモンガ、モモンガ） Pteromys momonga 【本/固】
- ムササビ（ホオジロムササビ） Petaurista leucogenys 【本/固】

ヤマネ科 Gliridae
- ヤマネ（ニホンヤマネ） Glirulus japonicus 【本・島（隠）/固】 天然記念物。

ネズミ科 Muridae
- （ヒメヤチネズミ Myodes rutilus ）
  - ミカドネズミ（亜種） M. r. mikado 【北/固】
- （タイリクヤチネズミ Myodes rufocanus ）
  - エゾヤチネズミ（亜種） M. r. bedfordiae 【北】
- ムクゲネズミ Myodes rex 【北】
  - ミヤマムクゲネズミ（亜種） M. r. montanus 【北/準絶滅危惧（NT）（環境省レッドリスト）/固】
  - リシリムクゲネズミ（亜種） M. r. rex 【島(利尻島・礼文島)/準絶滅危惧（NT）（環境省レッドリスト）/固】
- ヤチネズミ Eothenomys andersoni 【本/固】 3種に分ける説もある。
- スミスネズミ Eothenomys smithii 【本・島(隠)/固】 かつては関東地方から新潟県以東のものを別種のカゲネズミ E.kageus とした。
- ハタネズミ（ニホンハタネズミ） Microtus montebelli 【本・島(佐)/固】
- 【移】 マスクラット Ondatra zibethicus 【本】 北米原産。東京都・埼玉県。毛皮用に養殖されたものが野生化。
- アカネズミ Apodemus speciosus 【北・本・島(対・屋・種・ト・隱)/固】
- （ハントウアカネズミ Apodemus peninsulae ）
  - カラフトアカネズミ（亜種） A.p.giliacus 【北】
- ヒメネズミ Apodemus argenteus 【北・本・島(対・屋・種・佐・隠)/固】
- セスジネズミ（セスジアカネズミ） Apodemus agrarius 【島(尖)/絶滅危惧IA類 (CR)（環境省レッドリスト）】 2例のみ。海外には広く分布。
- カヤネズミ Micromys minutus 【本・島(対・隠)】 日本で最小のネズミ類。
- ハツカネズミ Mus musculus 【ほぼ全国】 史前帰化動物。
- オキナワハツカネズミ Mus caroli 【島(南)】
- オキナワトゲネズミ Tokudaia muenninki 【島(沖)/絶滅危惧IA類 (CR)（環境省レッドリスト）/固/希少】 本種とアマミトゲネズミ・トクノシマトゲネズミは、以前は一括してトゲネズミ（リュウキュウトゲネズミ）Tokudaia osimensis として扱われていたが、奄美大島・徳之島・沖縄島の個体群でそれぞれ染色体数などが異なることは、従来から知られていた。オキナワトゲネズミ（沖）・アマミトゲネズミ（奄・徳）の2亜種に分類されていたが、2001年にオキナワトゲネズミを別種として扱うことが報告された。外来種のフイリマングース・イエネコにより圧迫。「トゲネズミ」として天然記念物。
- アマミトゲネズミ Tokudaia osimensis 【島(奄)/絶滅危惧IB類 (EN)（環境省レッドリスト）/固/希少】 外来種のイエネコにより圧迫。フイリマングースが根絶されたことにより個体数は回復傾向にある。「トゲネズミ」として天然記念物。
- トクノシマトゲネズミ Tokudaia tokunoshimensis 【島(徳)/絶滅危惧IB類 (EN)（環境省レッドリスト）/固/希少】 外来種のイエネコにより圧迫。オキナワトゲネズミに続いて2006年にアマミトゲネズミから別種として新種記載された（Endo and Tsuchiya, 2006）。「トゲネズミ」として天然記念物。
- クマネズミ Rattus rattus 【ほぼ全国】 史前帰化動物。
- ドブネズミ Rattus norvegicus 【ほぼ全国】 史前帰化動物。
- ナンヨウネズミ Rattus exulans 【島（宮古島）】 日本では宮古島の宮古港にのみ分布する、との報告があるが（Motokawa et al., 2001）、採集は1955年以前であり、現在の分布状況は不明。

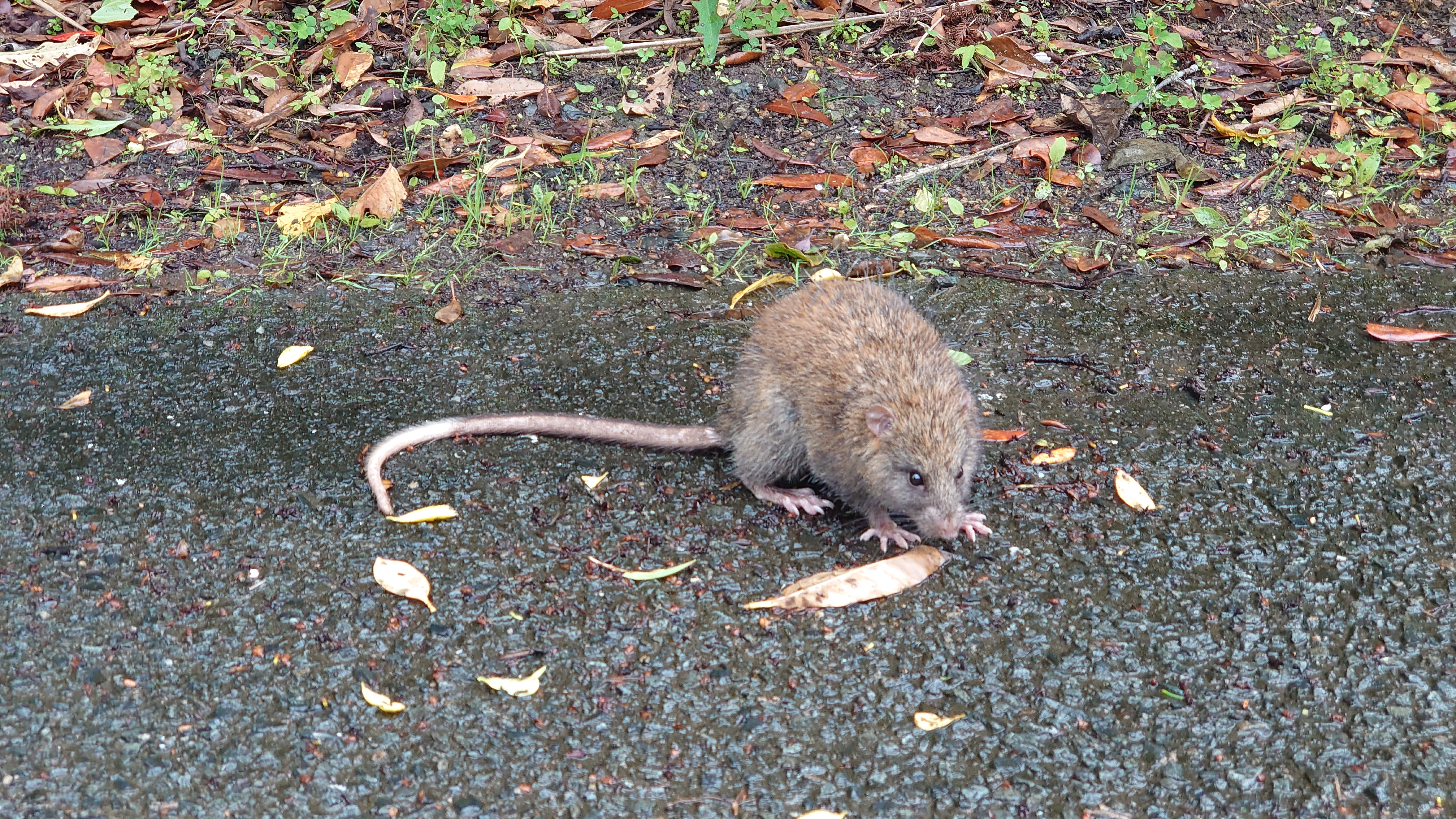
ケナガネズミ　奄美大島

- ケナガネズミ Diplothrix legata 【島(奄・徳・沖)/絶滅危惧IB類 (EN)（環境省レッドリスト）/固/希少】 日本最大の在来ネズミ。外来種のマングース・イエネコにより圧迫。天然記念物。

ヌートリア科 Myocastoridae （かつては カプロミス科 Capromyidae とされた）
- 【移】 ヌートリア Myocastor coypus 【本】 中部以西。南米原産の毛皮獣が戦後野生化。農作物被害大。「日本の侵略的外来種ワースト100」に選定。

## ネコ目（食肉目）
〔在来6科（迷行の1科除く）・移入3科：計9科〕
クマ科 Ursidae
- （ヒグマ Ursus arctos 【北】）
  - エゾヒグマ（亜種） U. a. yesoensis （ウスリーヒグマ U. a. lasiotus と同亜種とされることもある）【北/絶滅のおそれのある地域個体群（環境省レッドリスト）：石狩西部、天塩・増毛地方】 日本最大の陸生哺乳類。
- （ツキノワグマ（ヒマラヤグマ、アジアクロクマ） Ursus thibetanus または Selenarctos thibetanus ）
  - ニホンツキノワグマ（亜種） U. t. japonicus （かつては Selenarctos thibetanus japonicus とされることもあった）【本/絶滅のおそれのある地域個体群（環境省レッドリスト）：下北半島、紀伊半島、東中国地域、西中国地域、四国山地】 四国・九州では絶滅または絶滅寸前。
- ホッキョクグマ Ursus maritimus 【北・本】 北海道、新潟県で各1例があり、北極圏から漂流したものと思われるが、後者はツキノワグマ（アルビノ）の誤記載の疑いあり。

アライグマ科 Procyonidae
- 【移】 アライグマ Procyon lotor 【北・本】 北米原産。1962年以来、ペットが各地で野生化。「日本の侵略的外来種ワースト100」に選定。

イヌ科 Canidae

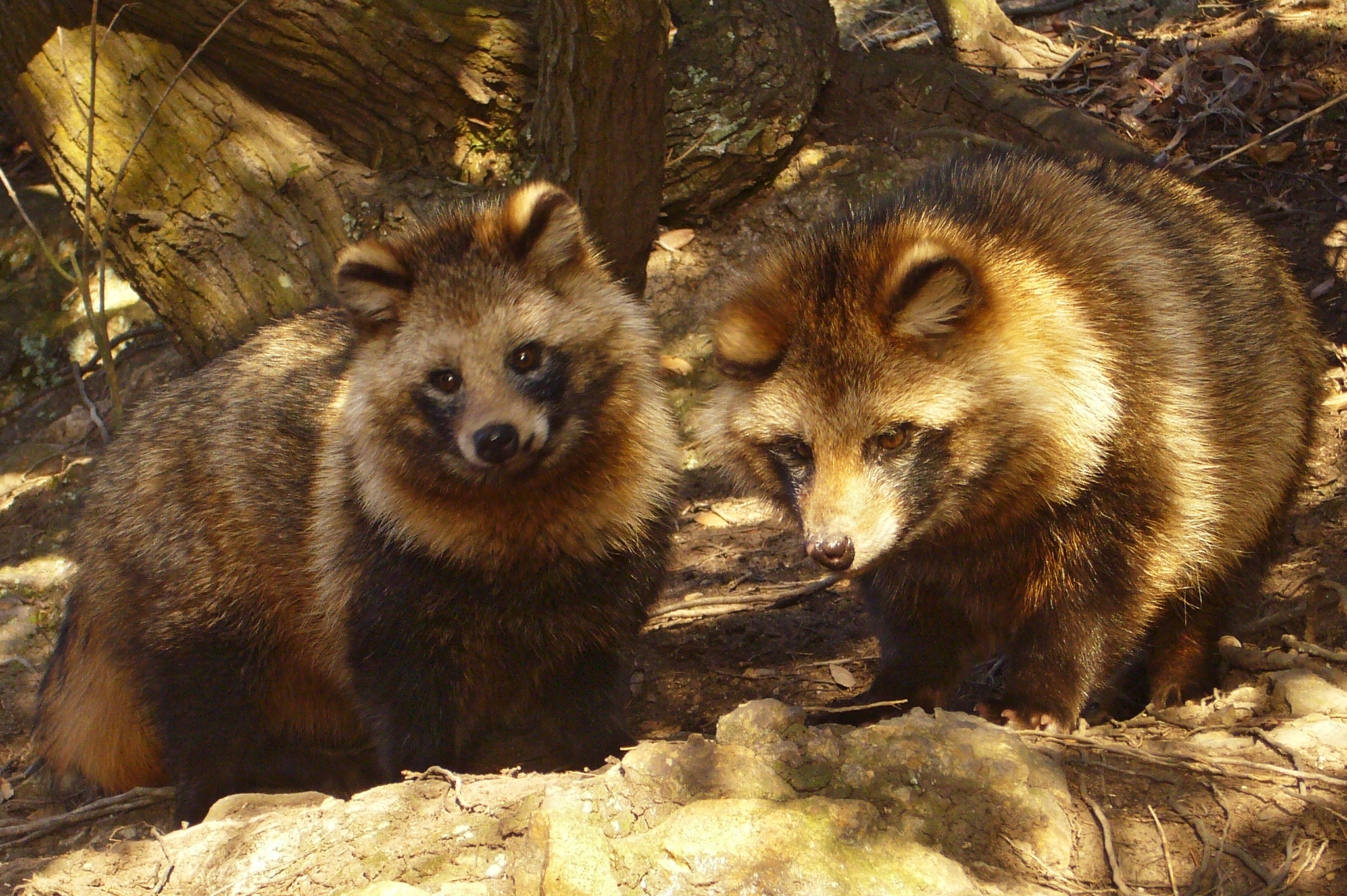
ホンドタヌキ

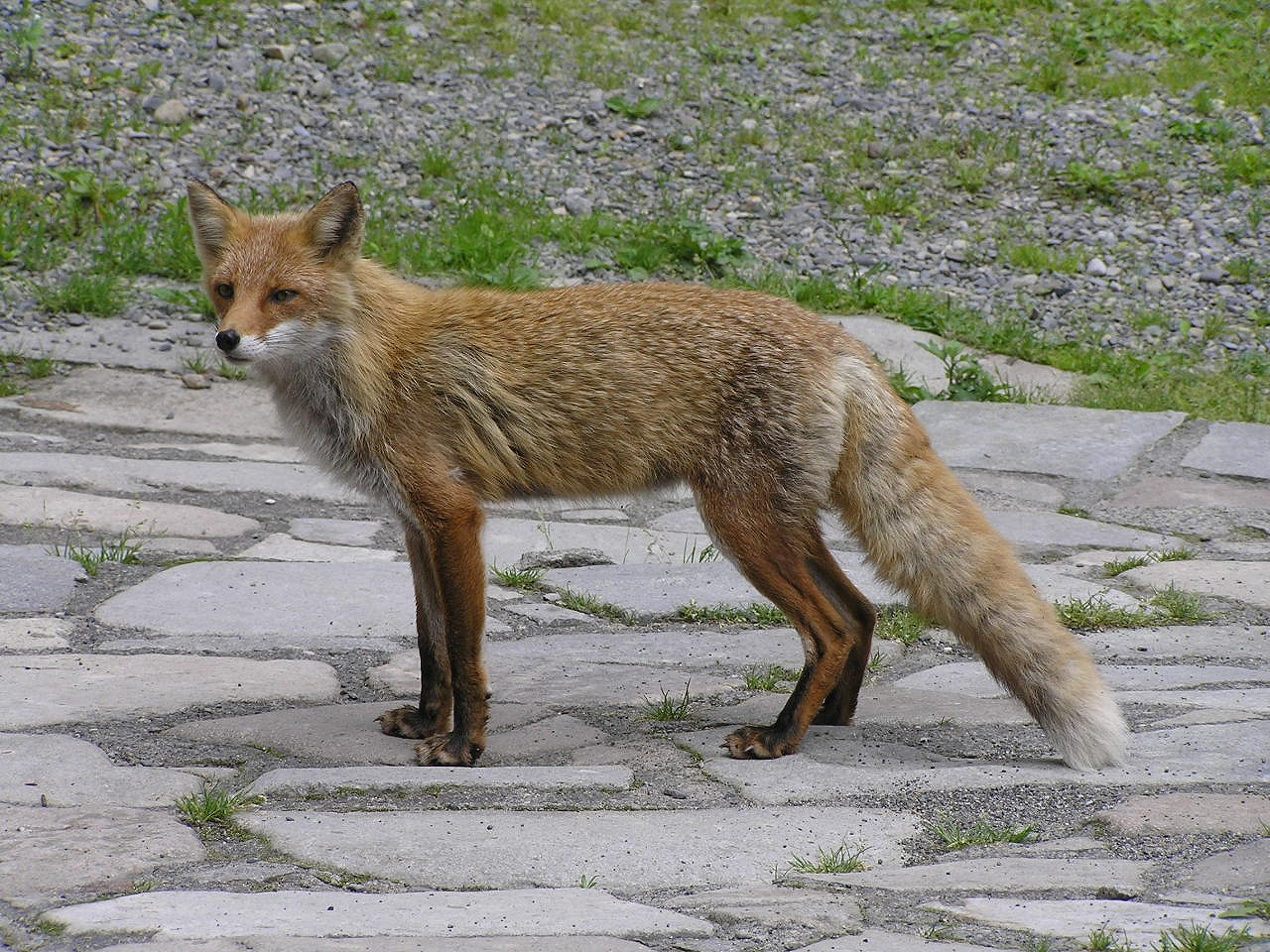
キタキツネ

- （タヌキ Nyctereutes procyonoides ）
  - ホンドタヌキ（亜種）【屋久島では国内外来種】N. p. viverrinus 【本・島(佐)】 隠岐諸島には人為分布。山口県向島タヌキ生息地は天然記念物。
  - エゾタヌキ（亜種） N. p. albus 【北】 奥尻島には人為分布。
- （キツネ（アカキツネ、アカギツネ） Vulpes vulpes ）
  - ホンドキツネ（ホンドギツネ）（亜種） V. v. japonica 【本】
  - キタキツネ（亜種） V. v. schrencki 【北】
  - 【移】ギンギツネ V. v. fulva 【北】 シベリアやアラスカのキツネで、黒い体毛の血統。毛皮獣だが、野生化したものがキタキツネと交雑している可能性がある。
- （オオカミ（ハイイロオオカミ） Canis lupus ）
  - エゾオオカミ（亜種） C. l. hattai 【北/絶滅（環境省レッドリスト）】 最後の記録は1896年。
  - ニホンオオカミ（亜種） C. l. hodophilax 【本/絶滅（環境省レッドリスト）】 1905年奈良県もしくは1910年福井県での捕獲が最後。
  - 【家】 イエイヌ（亜種）（ノイヌ） C. l. familiaris 【北・本・島】 離島などで固有種を圧迫。

イタチ科 Mustelidae

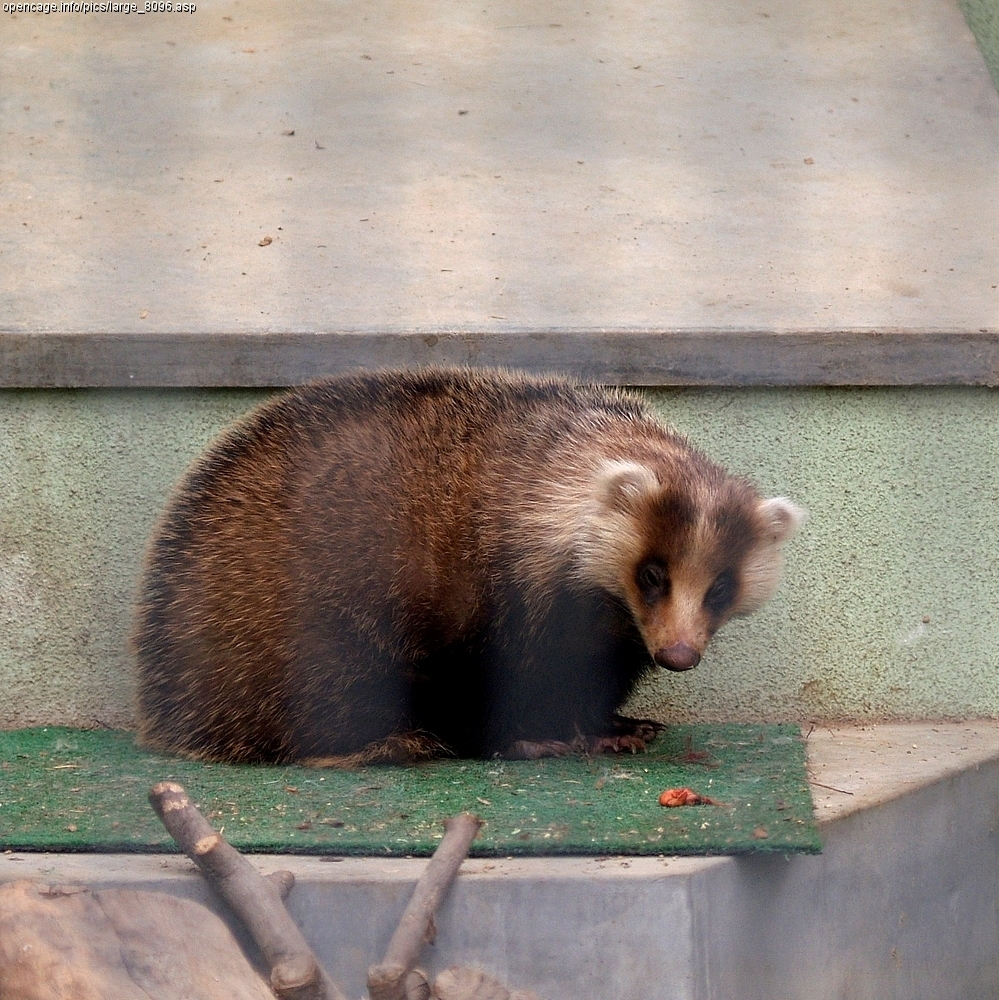
ニホンアナグマ

- （テン Martes memlampus ）
  - ホンドテン（ニホンテン）（亜種）【北海道・佐渡島では国内外来種】 M. m. memlampus 【北・本・島(佐)】 サドノウサギを激減させた。
  - ツシマテン（亜種） M. m. tsuensis 【島(対)/準絶滅危惧（NT）（環境省レッドリスト）】 天然記念物。
- （クロテン Martes zibellina ）
  - エゾクロテン（亜種） M. z. brachyura 【北/準絶滅危惧（NT）（環境省レッドリスト）】
- ニホンイタチ（イタチ）【北海道・南西諸島などでは国内外来種】 Mustela itatsi 【北・本・島(南)/固】 三宅島などで在来動物を圧迫。シベリアイタチの亜種とする説もある。「日本の侵略的外来種ワースト100」に選定。
  - コイタチ（亜種） M. i. sho 【島(屋)】
- （シベリアイタチ（タイリクイタチ） Mustela sibirica ）
  - チョウセンイタチ【対馬以外では移】 M. s. coreana 【本・島(対)/準絶滅危惧（NT）（環境省レッドリスト）】 西日本から分布を広げつつあり、ニホンイタチを圧迫。亜種に分けない説もある。「日本の侵略的外来種ワースト100」に選定。
- （イイズナ Mustela nivalis ）
  - キタイイズナ（亜種） M. n. nivalis 【北】 大陸に分布するものと同じ亜種。
  - ニホンイイズナ（亜種） M. n. namiyei 【本/準絶滅危惧（NT）（環境省レッドリスト）/固】
- （オコジョ Mustela erminea ）【高山帯】
  - エゾオコジョ（亜種） M. e. orientalis 【北/準絶滅危惧（NT）（環境省レッドリスト）】 平地では移入種のニホンイタチ・ミンクの圧迫により姿を消す。
  - ホンドオコジョ（亜種） M. e. nippon 【本/準絶滅危惧（NT）（環境省レッドリスト）/固】
- 【移】 アメリカミンク（ミンク） Mustela vison 【北】 北米原産。1960年代から。平地でエゾオコジョ・ニホンイタチを圧迫。養魚場等にも被害。
- 【移】 フェレット Mustela furo 原種はヨーロッパケナガイタチ。
- ニホンアナグマ Meles anakuma
- （カワウソ（ユーラシアカワウソ） Lutra lutra）
  - ニホンカワウソ（亜種） L.l.nippon 【本/絶滅（環境省レッドリスト）】 1983年高知県の死体発見が最後。特別天然記念物。2012年絶滅種に指定。
  - ニホンカワウソ（亜種） L.l.whiteleyi 【北/絶滅（環境省レッドリスト）】 2012年絶滅種に指定。
- ラッコ Enhydra lutris 【海/絶滅危惧IA類 (CR)（環境省レッドリスト）】 北海道東部沿岸で一旦絶滅。近年、千島列島のものが冬期に知床・根室周辺に出現。

ジャコウネコ科 Viverridae
- 【移】 ハクビシン Paguma larvata 【北(奥尻島)・本】 かつては在来種であるとの説もあった。

マングース科 Herpestidae
- 【移】 フイリマングース Urva auropunctatus 【島(南)】 ハブ駆除のため沖縄島（1910年）、奄美大島（1979年）で放された。2005年に特定外来生物に指定され、2024年奄美大島では根絶された。鹿児島県本土で逸出個体が発見されたことがある。

ネコ科 Felidae

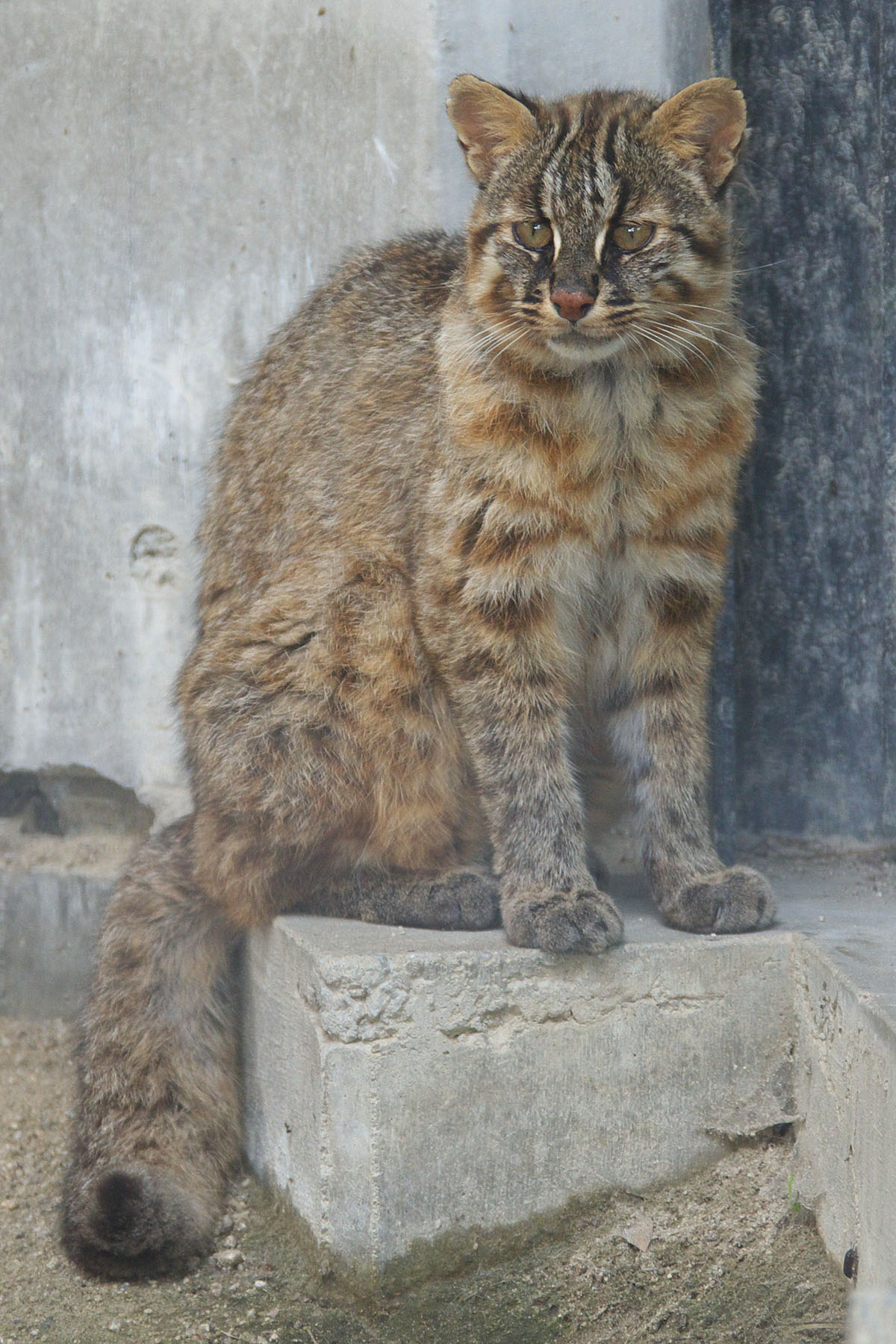
ツシマヤマネコ

- （ベンガルヤマネコ Prionailurus bengalensis）
  - イリオモテヤマネコ（亜種） P. b. iriomotensis 【島(西)/絶滅危惧IA類 (CR)（環境省レッドリスト）/固/希少】 1967年新種記載。100頭前後か。特別天然記念物。かつては独立種とされることもあったが、現在はベンガルヤマネコの亜種とされる。
  - ツシマヤマネコ（亜種） P. b. euptilura 【島(対)絶滅危惧IA類 (CR)（環境省レッドリスト）/希少】 100頭前後か。天然記念物。かつては独立種とされることもあったが、現在はアムールヤマネコ P. b. euptilura の対馬個体群とされる。
- （ヤマネコ Felis silvestris ）
  - 【家】 イエネコ（亜種）（ノネコ） F. s. catus 【北・本・島(南)】 南西諸島などで固有種を含む多くの在来小動物を捕食、ヤマネコ類への病気伝播も。

アシカ科 Otariidae
- （アシカ（カリフォルニアアシカ） Zalophus californianus ）
  - ニホンアシカ（亜種） Z. c. japonicus 【海(竹)/絶滅危惧IA類 (CR)（環境省レッドリスト）】 すでに絶滅している可能性が高い。
- トド Eumetopias jubatus 【海/準絶滅危惧（NT）（環境省レッドリスト）】 10-5月に北海道沿岸に回遊。
- オットセイ（キタオットセイ） Callorhinus ursinus 【海】 冬から春に、銚子沖に至る近海沖合いに回遊。

セイウチ科 Odobenidae
- セイウチ Odobenus rosmarus 【海】 北極海周辺から、ごくまれに北海道・青森県に迷行。

アザラシ科 Phocidae
- ゴマフアザラシ Phoca largha 【海】 冬に北海道東部周辺に南下。
- ゼニガタアザラシ Phoca vitulina 【海/絶滅危惧II類 (VU)（環境省レッドリスト）】 日本で繁殖する唯一のアザラシ類。北海道東岸を中心に生息。
- ワモンアザラシ Phoca hispida 【海】 冬に少数が北海道東部周辺に南下。
- クラカケアザラシ Histriophoca fasciata 【海】 冬に北海道東部周辺に南下。
- アゴヒゲアザラシ Erignathus barbatus 【海】 北極圏から稀に迷行。2002年「タマちゃん」が話題に。
- キタゾウアザラシ Mirounga abgstirostris  【海】北米西岸から稀に迷行。明確な記録は1989年に伊豆諸島新島に衰弱した雄（保護され、1996年まで鴨川シーワールドで飼育された）と2001年に館山市波左間で確認され、日本海側では2017年に山形県沿岸に漂着し加茂水族館で飼育されている雌[3]のみ。

## ウマ目（奇蹄目）
〔移入（家畜種）1科〕
ウマ科 Equidae
- 【家】 ウマ（ノウマ） Equus caballus 【本・島】 宮崎県串間市の都井岬と北海道根室支庁のユルリ島の2か所に、野生化したウマ（ノウマ）が棲息。前者はミサキウマ（御崎馬）と呼ばれる。ミサキウマおよびその繁殖地は天然記念物。

## クジラ偶蹄目（鯨偶蹄目）
〔在来11科（迷行の1科除く）〕
イノシシ科 Suidae
- （イノシシ Sus scrofa ）
  - ニホンイノシシ（亜種） S. s. leucomystax 【本/固】 亜種ではなく1種を立てるべきとの議論もある。
  - リュウキュウイノシシ（亜種） S. s. riukiuanus 【島(南)/絶滅のおそれのある地域個体群（環境省レッドリスト）：徳之島/固】 亜種ではなく1種を立てるべきとの議論もある。
  - 【家】 ブタ Sus scrofa 【北・本・島(小)】 離島で野生化。また、イノシシとの雑種であるイノブタが各地でニホンイノシシと交雑。「日本の侵略的外来種ワースト100」に選定。

シカ科 Cervidae

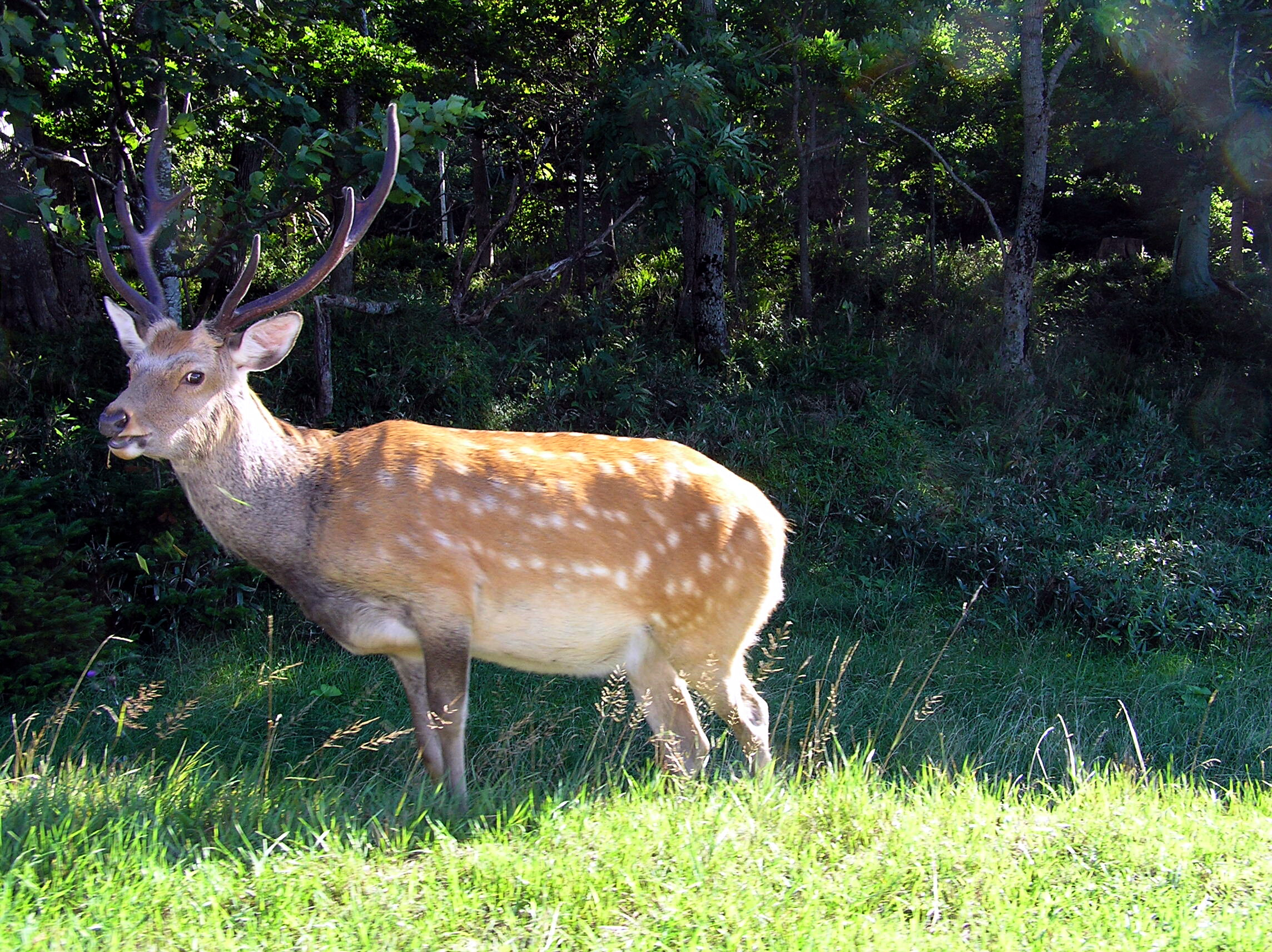
エゾジカ

- （ニホンジカ Cervus nippon ）
  - エゾシカ（エゾジカ）（亜種） C. n. yesoensis 【北/固】
  - ホンシュウジカ（亜種） C. n. centralis 【本/固】 奈良（奈良県奈良市一円）のシカは天然記念物。
  - キュウシュウジカ（亜種） C. n. nippon 【本/固】
  - ケラマジカ（亜種） C. n. keramae 【島(慶)/固/国内外来種】 1600年代に薩摩（鹿児島県）から移入されたキュウシュウジカが島嶼の環境に適応して特異化したものとされる。農林資源への食害あり。個体数が少なく絶滅が危惧されるが、（国内）外来種としての側面を併せ持つためか、環境省レッドリストには記載がない。なお、IUCNレッドリストではCR（絶滅寸前）、日本哺乳類学会のレッドリスト（1997年）では危急亜種。ケラマジカおよびその生息地は天然記念物。
  - ツシマジカ（亜種） C. n. pulchellus 【島(対)/固】 独立種とする説もある。
  - ヤクシカ（ヤクジカ、ヤクシマシカ）（亜種） C. n. yakushimae 【島(屋)/固】
  - マゲジカ（マゲシカ、マゲシマジカ）（亜種） C. n. mageshimae 【島(馬)/固】 環境省第4次レッドリストでは「馬毛島のニホンジカ」として絶滅のおそれのある地域個体群（環境省レッドリスト）に記載。
  - 【移】 タイワンジカ（亜種） C. n. taiouanus 【本】 観光用に放され和歌山県友ヶ島などで野生化。本土に渡れば在来亜種と交雑の恐れあり。
- 【移】 キョン Muntiacus reevesi 【本】 1980年ごろ、房総半島で野生化。

ウシ科 Bovidae

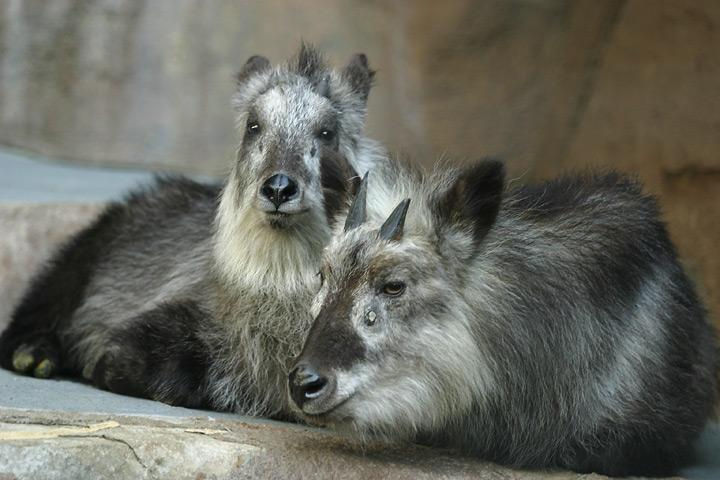
ニホンカモシカ

- ニホンカモシカ（カモシカ） Capricornis crispus 【本/絶滅のおそれのある地域個体群（環境省レッドリスト）：九州地方/固】 中国地方では絶滅、九州でも希少。特別天然記念物。笠堀（新潟県）のカモシカ生息地は天然記念物。
- 【家】 ヤギ（ノヤギ） Capra hircus 【島(南・小・尖)】 八丈小島・三宅島でも野生化。離島での環境被害甚大。「日本の侵略的外来種ワースト100」に選定。
- 【家】 ウシ（ノウシ） Bos taurus 【島(南)】 1918年 - 1919年にトカラ列島の諏訪之瀬島から導入された日本在来牛が、同列島の口之島で野生化。口之島牛またはトカラ牛と呼ばれる。

ナガスクジラ科 
- シロナガスクジラ Balaenoptera musculus 【海】 現生の動物中で最大。太平洋を回遊中に近海を通過するが、沿岸ではほぼ絶滅。
- ナガスクジラ Balaenoptera physalus 【海】 夏に北上、オホーツク海や東シナ海に回遊。
- イワシクジラ Balaenoptera borealis 【海】 夏に三陸沿岸・北海道太平洋海域に出現。
- ニタリクジラ Balaenoptera brydei 【海】 太平洋側・東シナ海に回遊、五島列島から鹿児島県笠沙町沖、高知県大方町沿岸で4-10月に見られる。現・カツオクジラが種として分離されるまで、「カツオクジラ」は本種の別称だった。
- カツオクジラ Balaenoptera edeni 【海】かつてはニタリクジラと同種とされた。
- ミンククジラ（ナミミンククジラ、コイワシクジラ） Balaenoptera acutorostrata 【海】 春から初夏に三陸、夏に北海道沖やオホーツク海、日本海側では1年中。
- ツノシマクジラ Balaenoptera omurai 【海】 1998年に山口県角島で死体が発見され、2002年に新種として発表。
- ザトウクジラ Megaptera novaeangliae 【海】 小笠原諸島と南西諸島で繁殖、ベーリング海とカムチャツカ沖の餌場に回遊。

セミクジラ科 Balaenidae
- ホッキョククジラ Balaena mysticetus 【海】 北極圏周辺に生息、国内ではオホーツク海からの放浪個体が大阪湾に迷入した1例のみ。北海道などで化石は出土している。オホーツク海の個体群は絶滅危惧であり、数百頭程度。
- セミクジラ Balaena japonica 【海】 絶滅危惧であり、発見は極めて稀。夏から秋にオホーツク海及び知床半島をはじめとする北海道周辺や三陸沖、冬から春にかけて伊豆半島周辺から伊豆諸島・小笠原諸島、熊野灘や奄美諸島などで見られることがある。北太平洋での全生息数は200頭以上だが、詳しい事は不明。

コククジラ科 Eschrichtidae
- コククジラ Eschrichtius robustus 【海】 沿岸部を南北に回遊、日本では春と秋に太平洋沿岸を通過するが、日本海側でも確認されている。東アジア沿岸の個体数の総数は130頭前後。

マッコウクジラ科 Physeteridae
- マッコウクジラ Physeter marcrocephalus 【海】 三陸・熊野沖など大陸斜面のある深い海域に多い。日本近海に産する大型鯨類では最も豊富。

コマッコウ科 Kogiidae
- コマッコウ Kogia breviceps 【海】 宮城・石川県以南で漂着・観察例。
- オガワコマッコウ Kogia sima 【海】 座礁例あり。日本では、熊野灘で比較的よく目撃される。

アカボウクジラ科 Ziphiidae
- アカボウクジラ Ziphius carvirostris 【海】
- タイヘイヨウアカボウモドキ Indopacetus pacificus 【海】 2002年鹿児島県で座礁、世界初の全身確認例。
- オウギハクジラ Mesoplodon stejnegeri 【海】 日本海側での座礁例が多い。しばしば胃内にビニール等が発見され、座礁数増加との関係が考えられる。
- ハッブスオウギハクジラ Mesoplodon carlhubbsi 【海】 太平洋側で数例の座礁記録。
- コブハクジラ Mesoplodon densirostris 【海】 国内では、沖縄以外ではまれ。
- イチョウハクジラ Mesoplodon ginkgodens 【海】 数例の座礁記録以外に情報がない。
- ツチクジラ Berardius bairdii 【海】 夏に房総から三陸沖の大陸棚斜面海域に生息。

イッカク科 Monodontidae
- シロイルカ（ベルーガ） Delphinapterus leucas 【海】 北極海・オホーツク海周辺から、まれに近海に迷入。
- イッカク Monodon monoceros 【海】 江戸時代に一度のみ、北極海周辺から、近海に迷入。

マイルカ科 Delphinidae
- シャチ Orcinus orca 【海】 8-11月に北海道東岸やオホーツク海南部で、2-3月に紀伊半島沖でよく見られる。
- コビレゴンドウ Globicephala macrorhynchus 【海】 太平洋側の外洋と沿岸部。
- ヒレナガゴンドウ Globicephala melas 【海】12世紀ごろに日本近海（北半球）では絶滅（環境省レッドリスト）。他海洋では生存。
- オキゴンドウ Pseudorca crassidens 【海】 沖縄・九州北部・和歌山の沖合いでよく見られる。
- ユメゴンドウ Feresa attenuata 【海】 まれに沖縄から銚子沖で捕獲、座礁。1874年以来、1952年に80年ぶりに再発見。
- カズハゴンドウ Peponocephala electra 【海】 沖縄でよく見られる。
- ハナゴンドウ Grampus griseus 【海】 日本海や太平洋岸の沖合いでよく見られる。
- マイルカ Delphinus delphis 【海】 北海道から九州の太平洋を回遊。
- ハセイルカ Delphinus capensis 【海】  かつては、マイルカの亜種とされていた。西日本に多く、伊勢湾や土佐湾などには定住群が存在。
- スジイルカ Stenella coeruleoalba 【海】 冬は紀伊半島以南、夏は北海道周辺まで、太平洋側に分布。過剰捕獲により、伊豆半島沖の個体群は壊滅。
- マダライルカ Stenella attenuata 【海】 沖縄でよく見られる。スジイルカ同様、伊豆半島沖では壊滅状態。
- ハシナガイルカ Stenella longirostris 【海】 小笠原海域に多い。
- ハンドウイルカ（バンドウイルカ） Tursiops truncatus 【海】 冬は北九州以南の東シナ海、夏は北海道以南。
- ミナミハンドウイルカ（ミナミバンドウイルカ） Tursiops aduncus 【海】かつては、同じハンドウイルカ属に属するハンドウイルカ（バンドウイルカ）の亜種とされることもあった。小笠原諸島や伊豆諸島において、ホエールウォッチングや、ドルフィンスイムの多くの場合はハンドウイルカではなく、このミナミハンドウイルカである。
- カマイルカ Lagenorhynchus obliquidens 【海】 5月ごろに東北沖でよく見られる。
- セミイルカ Lissodelphis borealis 【海】 春と秋に見られ、銚子以北の太平洋側では夏に見られることも。
- シワハイルカ Steno bredanensis 【海】 三陸以南の太平洋、東シナ海に生息、夏には日本海にも。沖縄周辺に多い。
- サラワクイルカ Lagenodelphis hosei 【海】 熱帯の外洋性、日本では漂着1例、捕獲2例。最新の1991年は和歌山県での群れの捕獲。小笠原ではさらに豊富。

ネズミイルカ科 Phocoenidae
- ネズミイルカ Phocoena phocoena 【海】 日本海北部、銚子以北の太平洋沿岸。
- イシイルカ Phocoenoides dalli 【海】 外洋性。日本海や、三陸沖など太平洋側にも分布。
- スナメリ（スナメリクジラ） Neophocaena phocaenoides 【海】 能登半島・牡鹿半島以南の沿岸。瀬戸内海、有明海、伊勢湾などでよく見られる。阿波島（広島県）のスナメリクジラ回遊海面は天然記念物。各海域で減少傾向にあり、九州・大村湾や東京湾および房総半島以外の関東近辺は絶滅危惧。

## ジュゴン目（海牛目）
〔在来1科〕
ジュゴン科 Dugongidae
- ジュゴン Dugong dugon 【海：島(南)/絶滅危惧IA類 (CR)（環境省レッドリスト）】 南西諸島の浅海に分布、環境省等の調査で現在の残存個体数は3頭程度だと思われ、極めて絶滅が心配されている。近年の通常分布は沖縄本島および古宇利島沿岸に限られているが、それ以外の島々での近年の確認例が存在する。目撃記録があるのは奄美大島、久高島、久米島、石垣島、西表島、新城島等である。